# Manassas Park
Manassas Park (oficialmente como City of Manassas Park), fundada en 1957, es una de las 39 ciudades independientes del estado estadounidense de Virginia. En el año 2020, la ciudad tenía una población de 17,219 habitantes y una densidad poblacional de 2,194.16 personas por km². Para propósitos censales la Oficina de Análisis Económico combina a la Ciudad de Manassas Park con el condado de Prince William y la Ciudad de Manassas. Manassas Park también forma parte de área metropolitana de Washington D. C..

## Geografía
Manassas Park se encuentra ubicada en las coordenadas 38°46′24″N 77°27′12″O / 38.77333, -77.45333. Según la Oficina del Censo, la ciudad tiene un área total de 6,4 km² (2,5 mi²), de la cual 6,4 km² (2,5 mi²) es tierra y 0 km² (0 mi²) (0.20%) es agua.

## Demografía
Según el Censo de 2000, había 10,290 personas, 3,254 hogares y 2,557 familias residiendo en la localidad. La densidad de población era de 1,595.6 hab./km². Había 3,365 viviendas con una densidad media de 521.8 viviendas/km². El 72.79% de los habitantes eran blancos, el 11.17% afroamericanos, el 0.44% amerindios, el 4.06% asiáticos, el 0.07% isleños del Pacífico, el 8.14% de otras razas y el 3.33% pertenecía a dos o más razas. El 15.10% de la población eran hispanos o latinos de cualquier raza.
Los ingresos medios por hogar en la localidad eran de $60,794, y los ingresos medios por familia eran $61,075. Los hombres tenían unos ingresos medios de $38,643 frente a los $30,942 para las mujeres. La renta per cápita para el condado era de $21,048. Alrededor del 6.3% de la población estaban por debajo del umbral de pobreza.